# جی‌ئی اروسپیس
جی‌ئی اروسپیس (انگلیسی: GE Aerospace) شرکت هوافضای آمریکایی است، که در سال ۱۹۹۳ توسط شرکت جنرال الکتریک تأسیس شد.